# Timbisha
Timbisha (Tümpisa; també anomenat Panamint o Koso) és una llengua parlada pel poble amerindi que vivia a la regió al voltant del Death Valley, California i el sud de la vall d'Owens des de temps prehistòrics. Hi ha algunes persones d'edat avançada que poden parlar l'idioma a Califòrnia i Nevada, però cap d'ells monolingüe i tots ells parlen anglès amb regularitat en la seva vida quotidiana. Fins a l'última dècada del segle XX s'anomenaven a si mateixos i a la seva llengua "xoixoni". La tribu va aconseguir el reconeixement federal amb el nom de Banda Timbisha Xoixoni de Death Valley de Califòrnia. Aquest és l'anglització de la pronunciació del nom nadiu per a Death Valley, tümpisa, pronunciat tɨmbiʃa, que vol dir "roca pintada" i es refereix als rics jaciments d'ocre vermell a la vall. Timbisha també és la llengua dels grups "xoixoni" a la Tribu Paiute Bishop, de la Tribu Paiute Big Pine de la vall d'Owens, a les comunitats californianes de Darwin, Independence, i Lone Pine i a la comunitat de Beatty. També és la llengua parlada en l'antiga reserva índia del ranxo de la vall de Panamint.

## Classificació
El timbisha forma part del grup central de les llengües numic, que forma part de la família lingüística uto-asteca. És molt propera a les llengües xoixoni i comanxe.

## Distribució geogràfica
El timbisha havia estat parlat a la regió entre les muntanyes de Sierra Nevada de l'est de Califòrnia i la regió just a l'est del Death Valley a Nevada. Les principals valls on hi havia viles de la tribu (d'est a oest) eren la vall d'Owens, Indian Wells Valley, Saline Valley, Panamint Valley, i Death Valley. En addició, hi havia viles al llarg del vessant sud de Kawich Range a Nevada.

### Dialectes
Cada vall tenia la seva pròpia varietat de timbisha amb diferències principalment lèxiques entre ells. Hi va haver, però, una pèrdua general de h que es va traslladar a l'oest a través del territori timbisha amb h pràcticament desaparegut a les varietats de la vall d'Owens. McLaughlin (1987) es basa en la varietat més oriental de Beatty (Nevada), mentre que Dayley (1989a) es basa en la varietat central de Death Valley.

## Sons

### Vocals
El timbisha també té un inventari vocàlic típic numic de les cinc vocals. A més, hi és el diftong comú ai, que varia bastant lliurement amb e, encara que alguns morfemes sempre contenen ai i altres sempre contenen e. (l'ortografia oficial es mostra entre parèntesis.)
|         | anterior   | posterior no arrodonida | posterior arrodonida |
| ------- | ---------- | ----------------------- | -------------------- |
| Alta    | i          | ɨ (ü)                   | u                    |
| No alta |            | a                       | o                    |
| Diftong | ai (ai, e) |                         |                      |

### Consonants
El timbisha té l'inventari consonàntic típic numic. (l'ortografia oficial es mostra entre parèntesis):
|           | Bilabial | Coronal | Palatal | Velar  | Labialitzada velar | Glotal |
| --------- | -------- | ------- | ------- | ------ | ------------------ | ------ |
| Oclusiva  | p        | t       |         | k      | kʷ                 | ʔ      |
| Africada  |          | ts      |         |        |                    |        |
| Fricativa |          | s       |         |        |                    | h      |
| Nasal     | m        | n       |         | ŋ (ng) | ŋw (ngw)           |        |
| Semivocal |          |         | j (y)   |        | w                  |        |

### Fonologia
Les oclusives (incloent les africades) i nasals intervocàliques són sonores i lenitives, són sonores en les ocluives nasals i són lenitives (però no sonores) després de h. Les vocals sordes no són comunes en timbisha com ho són en xoixoni i comanxe.

## Sistema d'escriptura
L'ortografia timbisha es basa en Dayley (1989a, 1989b) i empra l'alfabet llatí. Ü és usada per ɨ i ng per ŋ.

## Gramàtica
Els treballs sobre el timbisha han estat fets per Jon Dayley i John McLaughlin, ambdós van escriure descripcions gramaticals (McLaughlin 1987, 2006; Dayley 1989a). Dayley ha publicat un diccionari (Dayley 1989b).

### Ordre de paraules i marca dels casos
L'ordre de les paraules timbisha és generalment SOV com a Taipo kinni'a punittai, "home blanc falcó va veure", " L'home blanc va veure un falcó". L'acusatiu i possessiu estan marcats amb sufixos. Les relacions adverbials estan marcadess amb preposicions als noms, així com amb veritables adverbis. Per exemple, kahni-pa'a, 'casa a', "a la casa". Els adjectius solen anteposar-se als substantius que modifiquen, llevat que la relació sigui temporal quan són paraules independents amb sufixos especials. Comparar tosa-kapayu, 'blanc-cavall', "palomino o una altra raça de color pàl·lid" i tosapihtü kapayu, 'blanc/pàlid cavall', "cavall blanc o pàlid" (que s'espera que sigui blanc o pàl·lid, però que poden ser de qualsevol altra color).

### Verbs
Els verbs estan marcats per l'aspecte gramatical amb sufixos. La valència és marcada amb prefixos i sufixos. Alguns verbs intransitius comuns tenen formes supletives pels subjectes singulars i plurals i alguns verbs transitius comuns tenen formes supletives per als objectes singular ia plural. En cas contrari, no hi ha concordança marcada pel verb.